# Craonne
Craonne è un comune francese di 74 abitanti situato nel dipartimento dell'Aisne della regione dell'Alta Francia.
Fu teatro di uno scontro che vide Napoleone fronteggiare le truppe della Sesta coalizione.

## Società

### Evoluzione demografica
Abitanti censiti